# Coroană austro-ungară

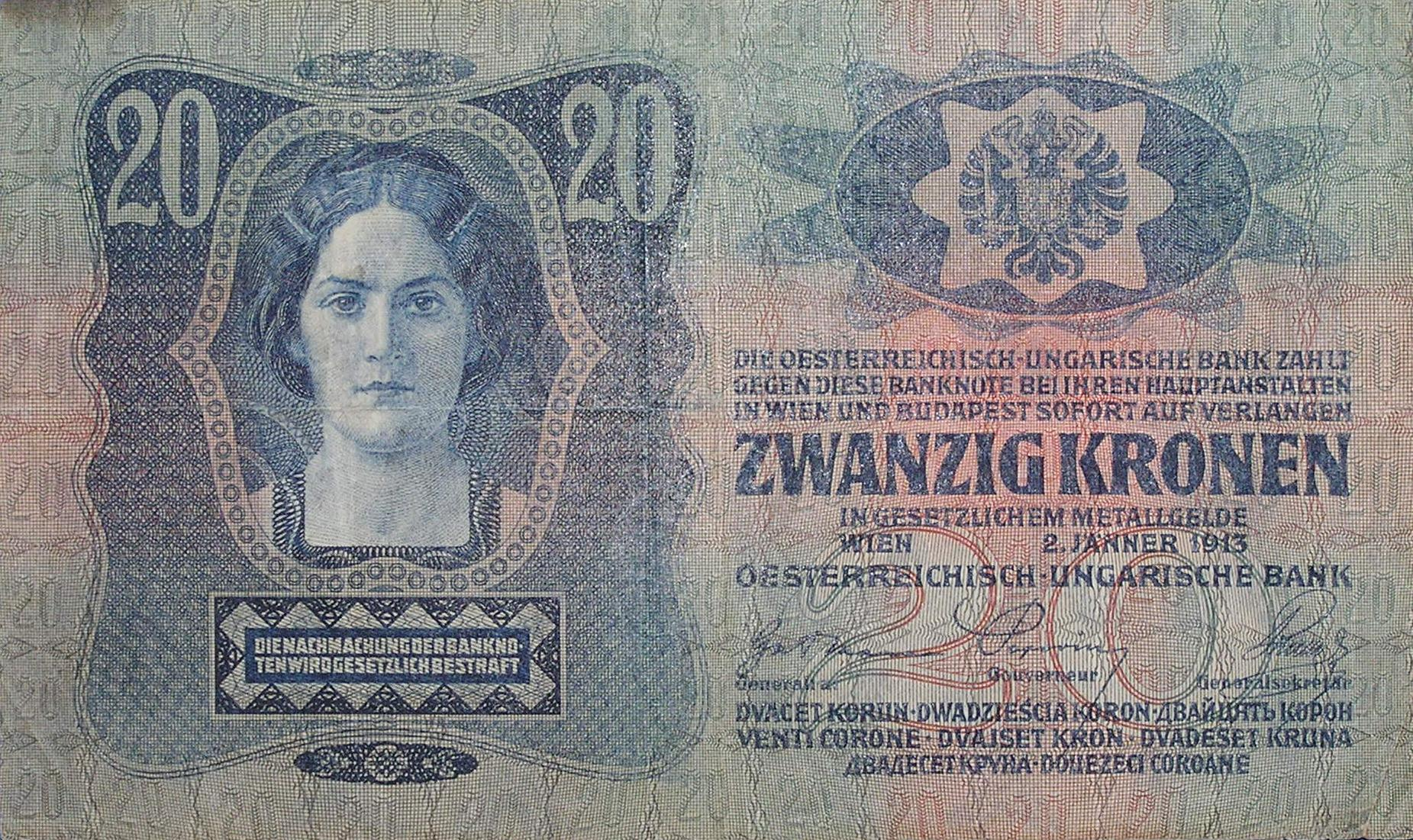
Douăzeci de coroane, emisiunea 1913 (cu inscripțe în limba română, dreapta jos)

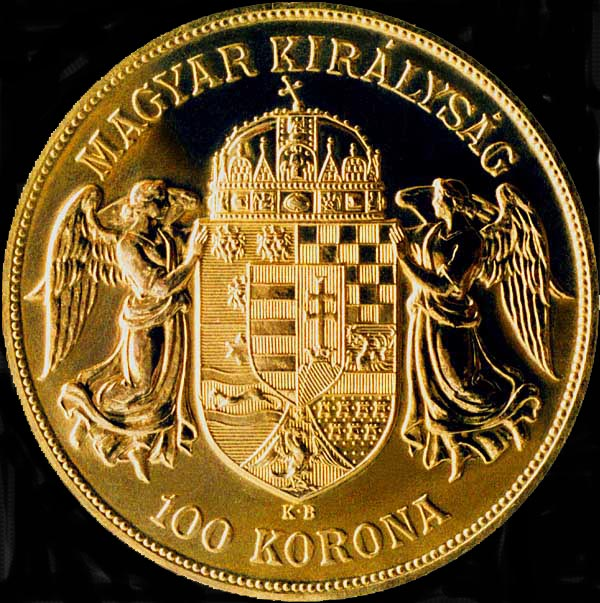
Piesă din aur de 100 coroane (revers), din 1908.

Coroana (în germană : Österreichisch-Ungarische Krone, iar în maghiară : osztrák-magyar korona) a fost monedă oficială în monarhia austro-ungară, din 1892, când a înlocuit Guldenul austro-ungar / Florinul austro-ungar / Forintul austro-ungar, ca urmare a adoptării etalonului-aur și până în 1918, la dizolvarea imperiului. Între 1892 și 1900, cele două monede (Coroana și Guldenul / Florinul) au circulat paralel. După 1900, coroana a fost unica monedă cu putere de circulație în Dualismul austro-ungar.
Subunitatea era a suta parte dintr-o coroană austro-ungară și era numită în germană : Heller, iar în maghiară : Fillér. 
După prăbușirea imperiului, coroana austriacă a fost moneda oficială nouă a Austriei din 1919 până în 1924 (când a fost înlocuită cu șilingul austriac), iar în Ungaria, ca urmașă a coroanei austro-ungare, coroana ungară a devenit monedă oficială, fiind în circulație din 1920 până în 1927 (când a fost înlocuită, la rândul ei, cu pengheul maghiar).   
Primele monede erau de 1, 2, 5 coroane, iar primele bancnote erau de 10, 20, 50, 100 coroane.
Coroana austro-ungară a circulat, oficial, și în Liechtenstein.

## Simboluri
K, kr, Cor

## Monede metalice
1, 2, 10, 20 Heller / fillér; 1, 2, 5, 10, 20, 100 Krone(n) / korona.

## Bancnote
1, 2, 10, 20, 25, 50, 100, 200, 1.000, 10.000 Krone(n) / korona.

## Denumiri
Austro-Ungaria fiind un stat multinațional, valoarea nominală a fiecărei bancnote era redată, cu numele propriu, în fiecare limbă a popoarelor din Dubla Monarhie, pe fața austriacă a bancnotei. Pe cea maghiară a bancnotei, denumirea era redată doar în limba maghiară:  
| Limba    | Denumirea |          | Limba   | Denumirea  |         | Limba    | Denumirea |
| -------- | --------- | -------- | ------- | ---------- | ------- | -------- | --------- |
| Latină   | corona    |          | Germană | Krone      |         | Maghiară | korona    |
| Cehă     | koruna    | Croată   | kruna   | Română     | coroană |          |           |
| Sârbă    | круна     | Slovenă  | krona   | Slovacă    | koruna  |          |           |
| Poloneză | korona    | Italiană | corona  | Ucraineană | корона  |          |           |

## Istoric al ratelor de schimb și evoluția unor prețuri (1892 - 1921)
| 1 kilogram de aur = 3.280 Kr. 1 Kr = 1,05 franci elvețieni, 0,8505 mărci-aur germane. 1 liră sterlină = 24 Kr. 1 Kr = 0,7936 mărci-aur germane. 1 liră sterlină = 23,97 Kr. „Kronenzeitung” (ziar) = 4 helleri. „Kleine Zeitung” (ziar): 0,02 Kr pe zi (Abonament de 1,5 Kr. pe timp de trei luni și 3 Kr. pentru șase luni) O carte de bucate, editată de „Kronen Zeitung”: 0,2 Kr. 1 Kr = 0,8471 mărci-aur germane (26 martie). 1 Kr = 0,8479 mărci-aur germane. 1 Kr = 1,05 franci elvețieni = 1,05 franci francezi = 1,05 lire italiene = 1,05 lei românești (Uniunea Monetară Latină). 1 Marcă-aur germană = 1,176 Kr 1 dolar SUA = 4,96 Kr. 1 Kr = 0,8481 mărci-aur germane. 1,5 kilograme de zahăr = 1 Kr. 1 bilet de tramvai (Viena) = 19 helleri. 1 costum = 48 Kr 1 kg de pâine = 0,32 Kr 2,5 kg de făină = 1 Kr 1 dolar american = 5,08 Kr. 1 costum = 48 Kr 1 kg de usturoi = 0,2 Kr 45 de ouă = 2 Kr 1 kg de struguri = 1,6 Kr 1 kg de sare = 0,28 Kr 1 kg de untură = 2 Kr 1 kg de orez = 0,56 Kr 1 kg de unt = 1,4 Kr 1 kg de ceapă = 0,12 Kr 1 litru de oțet = 0,12 Kr 1 kg de cafea = 4,8 Kr 1 kg de piper negru = 2 Kr | 1 dolar american = 6,5 Kr. 1 Kr = 0,7143 mărci germane de hârtie. 30 de ouă = 2 Kr 1 kg de usturoi = 3,2 Kr 1 kg de săpun = 4-5 Kr 1 kg de unt = 5,6 Kr 1 costum = 199,6 Kr 1 kg de ceapă = 4 Kr 1 kg de usturoi = 4 Kr 1 kg de untură = 8 Kr 1.100 kg de carne de porc = 440 Kr 1 kg de orez = 2,6 Kr 1 litru de ulei = 0,68 Kr 1 kg de carne de vită = 5 Kr 1 kg de carne de porc = 6 Kr 1 kg de fasole verde (păstăi) = 1,6 Kr 1 dolar american = 7,95 Kr. 1 Kr = 0,6897 mărci germane de hârtie. 1 Kr = 0,6493 mărci germane de hârtie. „Reichspost” (ziar) = pe lună: 4,5 Kr; pentru trei luni: 13 Kr; pe an: 26 Kr. „Katholische Kirchenzeitung Salzburg” (ziar) = 0,2 Kr „Salzburger Chronik” (ziar) = 0,12 Kr „Salzkammergut-Zeitung” (ziar) = 0,14 Kr 7-8 ouă = 2 Kr 1 kg de struguri = 12 Kr 1 kg de unt = 7,2 Kr. 1 bilet de tramvai (Viena) = 40 helleri. „Salzburger Volksbote” (ziar) – ianuarie = 14 helleri. „Illustrierte Kronenzeitung” (ziar) – noiembrie = 8 helleri. 1 Kr = 0,5 mărci germane de hârtie (noiembrie) „Telegraf” (ziar) – decembrie = 10 helleri. 6-7 ouă = 2 Kr 1 litru de vin = 5-10 Kr 1 coroană cehoslovacă = 1 Kr. 1 dolar american = 16,1 Kr (ianuarie). „Illustrierte Kronenzeitung” – ianuarie-iunie = 10 helleri. „Illustrierte Kronenzeitung” – iulie-decembrie = 12 helleri. 1 pereche de pantofi = 200-300 Kr. 100 Kr = 11,6 franci elvețieni (august). 1 Kr = 0,3125 mărci germane de hârtie (octombrie) 4 Kr = 1 dinar iugoslav = 2 lei românești (noiembrie). 100 Kr = 2,75 franci elvețieni (decembrie). 2.000 Kr = 1 franc elvețian (martie). |

## Galerie de imagini

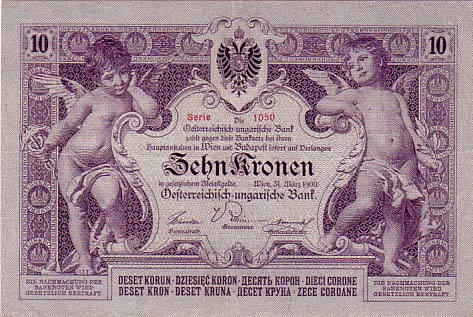
Fața austriacă (avers) a unei bancnote de 10 coroane, din anul 1900. Denumirea în românește se află în dreapta jos.
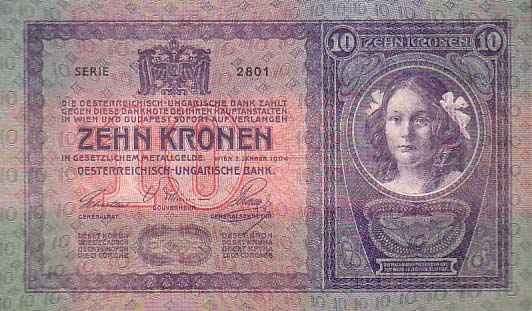
Fața austriacă (avers) a unei bancnote de 10 coroane, din 1904
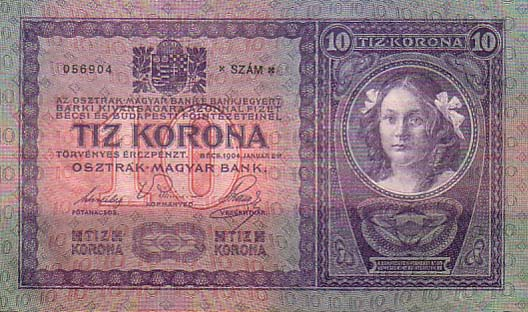
Fața maghiară (revers) a unei bancnote de 10 coroane, din 1904
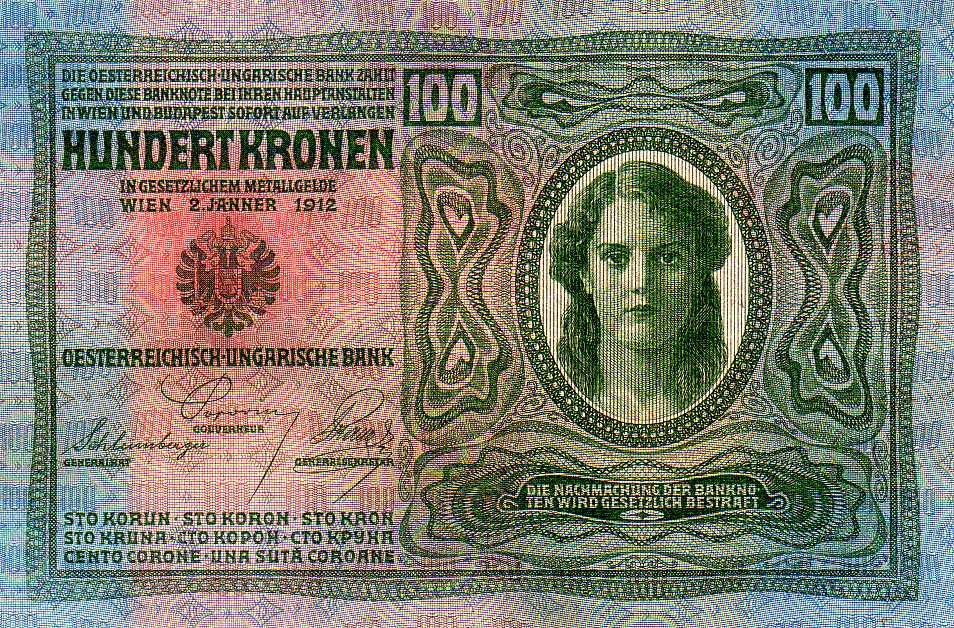
Bancnotă de 100 de coroane (avers), fața austriacă (din anul 1912). Valoarea nominală UNA SUTĂ COROANE, în limba română, se poate citi în centru jos.
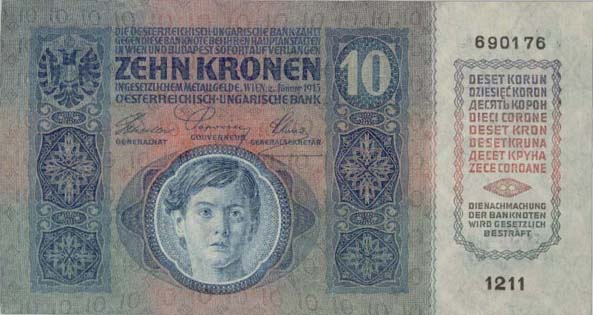
Bancnotă de 10 coroane austro-ungare, ediția 1915 (avers, fața austriacă). Valoarea nominală de ZECE COROANE, în limba română poate fi citită în coloana din dreapta, ultimul rând.
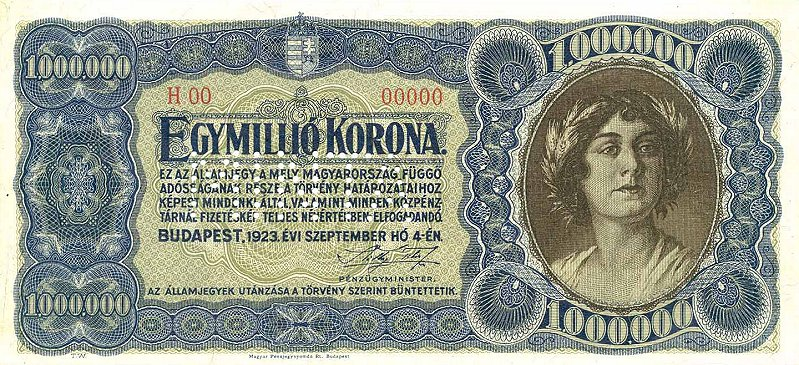
Bancnotă de 1 milion de coroane maghiare, ediția din 4 septembrie 1923.